# Tyehimba Jess
Tyehimba Jess, all'anagrafe Jesse S. Goodwin (Detroit, 1965) è un poeta statunitense.

## Biografia
Cominciò a scrivere poesie all'età di sedici anni e due anni dopo iniziò a studiare all'Università di Chicago, che nel 1987 lasciò senza completare gli studi. Ritornò all'Università di Chicago nel 1989 e, dopo la laurea triennale conseguita nel 1991, ottenne la laurea magistrale all'Università di New York nel 2004.
Nel 2005 pubblicò leadbelly, il suo primo volume di poesie, che ottenne recensioni molto positive. La sua seconda raccolta, Olio, uscì undici anni più tardi e gli valse il Premio Pulitzer per la poesia nel 2017. Insegna poesia alla City University of New York.

## Opere
- leadbelly, Verse Press, 2005. ISBN 9780974635330
- Olio, Wave Books, 2016. ISBN 9781940696225